# Colares (Weinbaugebiet)

DOC Colares

Colares ist der Name einer DOC (Denominação de Origem Controlada), seit 2011 DOP (Denominação de Origem Protegida) in Portugal. Der Name bezieht sich auf den Landkreis von Colares, in dem das Weinbaugebiet vornehmlich liegt.
In der Region werden je ein roter und ein weißer trockener DOC/DOP-Wein sowie eine Reihe von Weinen gekeltert, die das Ursprungssiegel DO (Vinho DO Colares), die Ursprungsbezeichnung Vinho regional Lisboa oder eines der neueren Nachfolgesiegel IGP (Indicação Geográfica Protegida) oder IG (Indicação Geográfica) tragen.
Die besten Lagen befinden sich direkt hinter den Sanddünen am Atlantik, während im Hinterland hauptsächlich die zum Verschneiden benötigten Beiweine erzeugt werden. Colares weist vor allem von einer tiefen Sandschicht bedeckte Ton- und Lehmböden auf; aufgrund der sandigen Oberfläche wurde sie von der Reblauskatastrophe nicht erreicht, sodass die meisten Rebstöcke wurzelecht sind.

## Entwicklung und Ausdehnung
Der Weinbau geht hier zurück auf König D. Afonso III., der mit den Stadtrechten für Colares 1255 auch das umgebende Gebiet Reguengo de Colares vergab und den Anbau von französischen Weinstöcken veranlasste. Die heutige, 1907 gegründete Colares DOC war einst sehr bedeutend und umfasste noch in den Dreißigerjahren des vorigen Jahrhunderts eine Rebfläche von über 1500 Hektar. 
Heute ist sie, wie auch andere Weinregionen im Großraum Lissabons fast zur Bedeutungslosigkeit herabgesunken und weist nur mehr weniger als 20 Hektar Rebfläche auf. Die Gründe für diesen drastischen Rückgang liegen in der zunehmenden Urbanisierung und der damit verbundenen Bodenspekulation, die zu großflächigen Umwidmungen von ehemals landwirtschaftlich genutztem Land führten. Auch die insgesamt schwierigen Kultivierungsbedingungen sowie ein Wandel im Weingeschmack begründeten diesen Niedergang.
Das Gebiet liegt an der Atlantikküste in der historischen Provinz Estremadura, vornehmlich im namensgebenden Kreis Colares, und erstreckt sich vom Cabo da Roca im Süden nordwärts bis Magoito, südlich von Ericeira. Ins Hinterland reicht das Weinbaugebiet etwa bis Sintra.

## Lage und Klima
Das Weinbaugebiet liegt direkt am Atlantik. Die meisten Rieden liegen nicht weiter als 1–2 km vom Ozean entfernt. Entsprechend dieser Lage sind die Reben heftigen Winden ausgesetzt; sie werden deshalb kriechend oder in Buschform gezogen. Zusätzlich werden die sehr kleinen, sandigen Weinbauparzellen mit Schilfzäunen gegen Flugsand und die oft schwierigen Witterungseinflüsse geschützt. Unter der Sandschicht (chão de areia), meist 50–80 Zentimeter tief, liegt eine Ton-Lehm-Schicht (chão rijo), in der die Weinstöcke wurzeln. Der relativ kühle Atlantik mildert die im Innenland sehr heißen Sommertemperaturen wesentlich, sodass Hitzetage über 30 °C selten sind. Im Winter wirkt der Ozean als Wärmespeicher. Regen fällt ausreichend in den Herbst- und Wintermonaten; zu früh einsetzende Herbststürme mit Starkregen können zu erheblichen Ertragseinbußen und im Extremfall zum Ausfall einer gesamten Ernte führen.

## Rebsorten und Wein

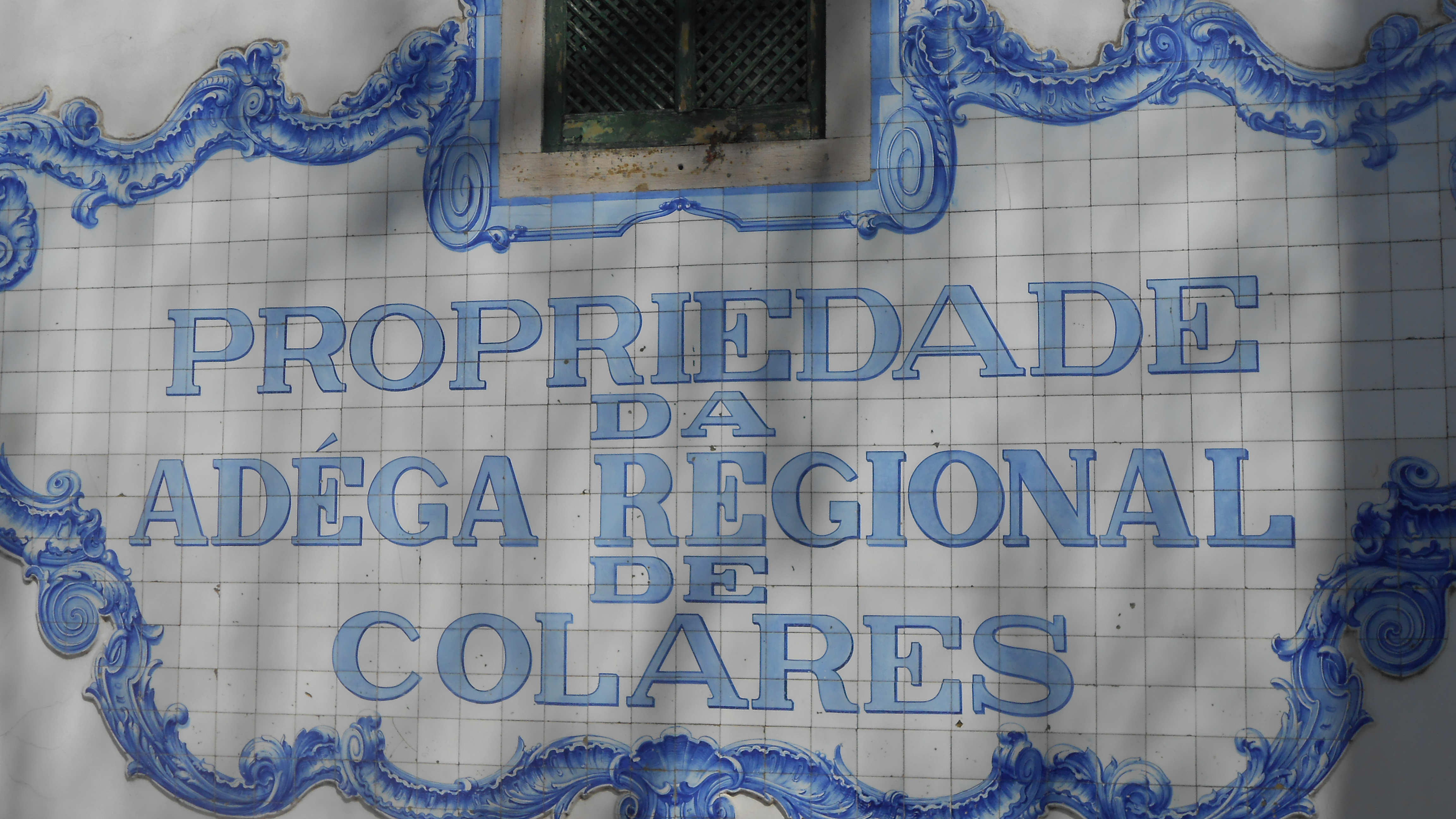
Azulejo-Außenfassade der Adega Regional de Colares, der traditionsreichen Genossenschaftskellerei von Colares

In der Appellation sind zwei Hauptsorten für DOC-Weine zugelassen: die rote Ramisco und die weiße Rebe Malvasia de Colares. DOC-Weine müssen zu 80 % aus einer der beiden Sorten bestehen. Als Verschnittpartner stehen die roten Sorten Parreira Matias, Molar, Castelão, Tinta Roriz und Tinta Miuda sowie die weißen Galego Dourado, Fernão Pires, Jampal, Arinto, Vital sowie verschiedene Malvasier zur Verfügung. Die Hektarerträge sind auf 50 Hektoliter für die roten- und 70 Hektoliter für die weißen Sorten begrenzt, doch werden diese Obergrenzen bei weitem nicht erreicht.
Der Ramisco DOC ist ein eigenwilliger Wein, mit außerordentlich großem Alterungspotential. Jung ist er aggressiv, säurebetont und sehr tanninstark, ausreichend gealtert wird er jedoch zu einem eleganten, körperreichen und runden, eher alkoholschwachen Rotwein von meist rötlichbrauner Farbe. Seine beste Trinkreife erreicht er erst nach einer Reifezeit von etwa 10 Jahren. Malvasia de Colares zählte zu den besten der vielen Malvasier-Arten. Der daraus gekelterte, blumig-fruchtige, mineralische Wein weist eine harmonische Säure und einen moderaten Alkoholgehalt von etwa 12 Volumenprozent auf. Obwohl auch er ein gewisses Alterungspotential hat, sollte er eher jung getrunken werden. 
Außer einer Genossenschaftskellerei, die lange Zeit fast ein Monopol für Colares-Weine innehatte, bestehen noch drei private Kellereien.